# Płyn Oliwkowa
Płyn Oliwkowa, inaczej roztwór Oliwkowa (łac. liquor Olivkovi, solutio Olivkovi; ros. жидкость Оливковa) – jasnożółta bądź bezbarwna, przezroczysta ciecz o słabej woni i konsystencji syropu. Preparat będący lekiem recepturowym sporządzanym w zakresie receptury aptecznej. Wykazuje działanie osmotyczne, odkażające oraz ściągające.
Receptura została opracowana przez radzieckiego chirurga weterynarii Borysa Oliwkowa. Płyn jest stosowany przede wszystkim w weterynarii – w chirurgii i dermatologii – do leczenia trudno gojących się, wrzodziejących, głębokich i przewlekłych ran.
Skład i proporcje składników płynu nie są jednoznaczne i, według danych dostępnych na rosyjskojęzycznych witrynach internetowych, jest to mieszanina:
- węglanu sodu, wody destylowanej, jodyny, siarczanu magnezu, glicerolu i wyciągu z naparstnicy[1]

lub
- soli kuchennej, wody, wody utlenionej i terpentyny[2].